# Yulián Anchico
José Yulián Anchico Patiño (né le 28 mai 1984 à Cúcuta en Colombie) est un joueur de football international colombien, qui évolue au poste de milieu de terrain.

## Biographie

### Carrière en sélection
Avec l'équipe de Colombie, il dispute 30 matchs (pour un but inscrit) depuis 2005. Il figure notamment dans le groupe des sélectionnés lors de la Gold Cup de 2005, où il atteint les demi-finales.
Il participe également à la Copa América de 2011.